# Łubno (województwo łódzkie)
Łubno – wieś w Polsce położona w województwie łódzkim, w powiecie łęczyckim, w gminie Daszyna.
W latach 1975–1998 miejscowość administracyjnie należała do województwa płockiego.
Sołectwo Łubno obejmuje Łubno i Opiesin.

## Zabytki
Według rejestru zabytków Narodowego Instytutu Dziedzictwa na listę zabytków wpisane są obiekty:
- zespół dworski, XIX, po 1920, nr rej.: 632 z 25.03.1992:
  - dwór
  - park

## Religia
Mieszkańcy Łubna przynależą do trzech parafii, dwóch rzymskokatolickich i jednej starokatolickiej mariawitów. 
- Parafia św. Jana Chrzciciela w Mazewie
- Parafia św. Mateusza Apostoła i św. Rocha w Starej Sobótce
- Parafia św. Mateusza Apostoła i Ewangelisty i św. Rocha Wyznawcy w Nowej Sobótce